# Elia W. Peattie
Elia Wilkinson Peattie (Kalamazoo, 15 de janeiro de 1862 – Wallingford, 12 de julho de 1935) foi uma escritora, crítica literária e jornalista norte-americana.

## Biografia
Elia nasceu em 1862, em Kalamazoo, no Michigan. Era filha de Frederick e Amanda (Cahill) Wilkinson. Ainda criança, a família se mudou para Chicago. Parou de estudar aos 14 anos, mas se manteve uma ávida leitora. Em 1883, casou-se com um jornalista de Chicago, Robert Burns Peattie, com quem teve quatro filhos. Um de seus filhos era o famoso botânico Donald Culross Peattie.
Começou escrevendo contos para jornais tornando-se repórter para o Chicago Tribune em 1886 e depois para Chicago Daily News. Em 1888, a família Peattie se mudou para Omaha depois que o casal aceitou um emprego no jornal Omaha Daily Herald. Quando o jornal foi vendido para Gilbert Hitchcock e fundido ao Omaha World-Herald, Elia tornou-se editora-chefe, escrevendo mais de 800 colunas editoriais e contos para o World-Herald, tornando-se uma voz ativa para as mulheres do meio oeste.
Elia não se limitava a escrever artigos sobre temas familiares e femininos. Era uma voz importante em assuntos políticos, escrevendo sobre orfanatos, hospitais de caridade e a necessidade de abrigos. Foi também uma voz crítica contra a pena de morte, linchamentos e o Massacre de Wounded Knee.
Escreveu para várias revistas como a Century, Lippincott's Magazine, Cosmopolitan Magazine, St. Nicholas e a The American Magazine. Em seus contos, Elia se recusava a trabalhar com a tendência modernista e sua visão desiludida da vida.
Em 1888, editores de Chicago lhe encomendaram que escrevesse um livro voltado para o público jovem sobre a história dos Estados Unidos. Em quatro meses, escreveu 700 páginas. Seu livro, The Judge, ganhou o prêmio de 1889 da Detroit Free Press, num valor de 900 dólares e foi posteriormente publicado na versão livro.
No final do mesmo ano, a Northern Pacific Railway a contratou para visitar o Alasca. Seu registro da visita levou ao livro A Trip through Wonderland, um guia de viagem bastante popular na época. Elia também escrevia para crianças. Seu livro de 1891, With Scrip and Staff, era uma história sobre a cruzada feita por crianças.
Em 1890, Elia ficou muito amiga da escritora Kate McPhelim Cleary enquanto morava em Nebraska. As duas compartilhavam seus problemas financeiros, familiares e de saúde.
Elia retornaria a Chicago, onde se tornaria editora literária do Chicago Tribune. O casal Pettie se aposentou nos anos 1920 e foi morar na Carolina do Norte.

## Morte
Robert Burns Peattie morreu em 1930, aos 73 anos. Elia morreu em  12 de julho de 1935, aos 73 anos, na casa de seu filho mais velho, Roderick, em Vermont, devido a uma insuficiência cardíaca. Ela foi sepultada no cemitério de Tryon, na Carolina do Norte.

## Livros
- The Story of America (1889)
- The Judge (1889)
- A Trip Through Wonderland (1889)
- With Scrip and Staff (1891)
- The American Peasant: A Timely Allegory (1892)
- The Pictorial Story of America (1895)
- The Edge of Things (1903)
- Castle, Knight & Troubadour: In an Apology and Three Tableaux (1903)
- Ickery Ann: And Other Girls and Boys (1907)
- Annie Laurie and Azalea (1913)
- Azalea at Sunset Gap (1914)
- Lotta Embury's Career (1915)
- Azalea's Silver Web (1915)
- Sarah Brewster's Relatives (1916)
- The Newcomers (1917)
- Times and Manner: A Pageant (1918)
- Songs from a Southern Garden (1930)